# Sylvia Balter
Sylvia Balter (geboren 19. Februar 1902 in Czernowitz, Bukowina, Österreich-Ungarn; gestorben 2. Mai 1993 in North Walsham) war eine österreichische Bibliothekarin und Germanistin.

## Leben
Sylvia Balter wurde in Czernowitz als mittleres von drei Kindern geboren. Ihre Familie zog 1909 nach Wien und wohnte im Hinterhaus der Großen Stadtgutgasse 34. Sylvia Balter besuchte in Wien ein Mädchengymnasium. Nach einer kaufmännischen Ausbildung und Tätigkeit begann sie im Alter von 27 Jahren ein Studium.
Sylvia Balter studierte ab 1929 Germanistik, Anglistik und Philosophie an der Universität Wien. Nach ihrer Promotion 1934 über Isolde Kurz arbeitete Balter als Bibliothekarin in der Zweigstelle der Arbeiterbüchereien Praterstraße 74 in Wien. Ab dem 1. September 1936 war sie deren Leiterin. Balter selbst war Jüdin und die überwiegende Nutzerschaft der Bibliothek laut eines Inspektionsberichts auch, sodass sie trotz des Austrofaschismus ihre Stelle zunächst behalten konnte.
Balter verlor nach den Novemberpogromen 1938 ihre Arbeit und war auch gezwungen, ihre Wohnung zu verlassen, die sie damals mit ihrem Bruder Maximilian Balter bewohnte. Sie blieb zunächst in Österreich und arbeitete als Nachhilfelehrerin, bis sie genug Geld angesammelt hatte, um Anfang Juni 1939 nach England zu fliehen.
Nach einer kurzzeitigen Inhaftierung zur Klärung des Flüchtlingsstatus auf der Isle of Man wurde sie als Haushälterin angestellt. Später arbeitete sie bis zu ihrem Ruhestand im Wissenschaftsverlag Pergamon Press von Robert Maxwell. Ihre letzten Lebensjahre verbrachte sie bei der Familie ihrer Nichte in Hoveton, Norfolk.